# Yabteclum Fracción Dos
Yabteclum Fracción Dos es una localidad del estado mexicano de Chiapas. Es parte del municipio de Chenalhó.

## Demografía
| Gráfica de evolución demográfica |
|                                  |

| Censo | Población |
| ----- | --------- |
| 1950  | 180       |
| 1960  | 162       |
| 1970  | 289       |
| 1980  | —         |
| 1990  | 683       |
| 2000  | 946       |
| 2010  | 894       |
| 2020  | 1 101     |